# Familiar (automòbil)
|  | Per a altres significats, vegeu «familiar». |

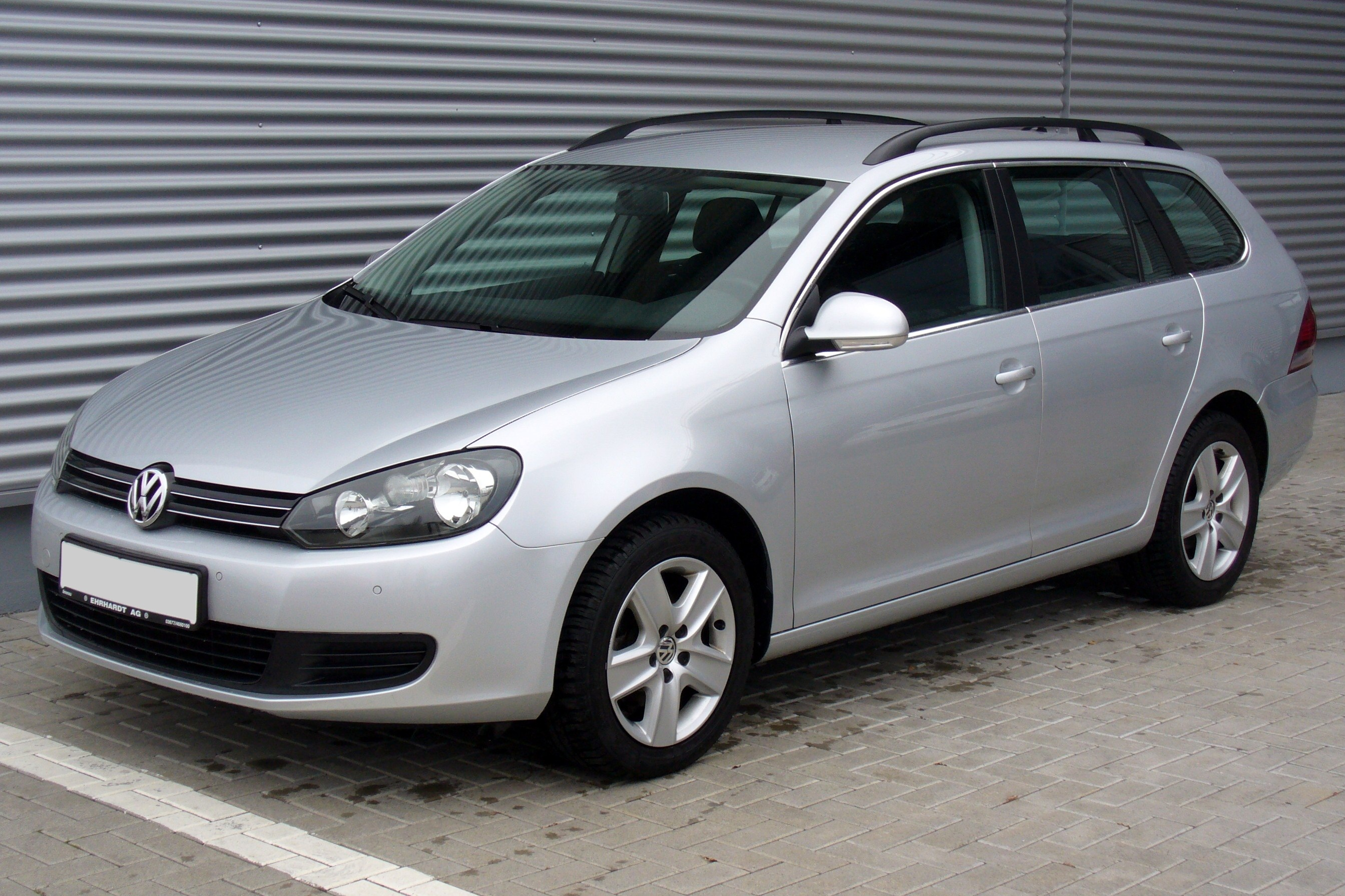
Volkswagen Golf VI Variant.

 Familiar  o brec és un tipus de carrosseria utilitzada en automòbils de turisme.
És una carrosseria de dos volums simples en què l'accés al maleter és una cinquena porta amb vidre de manera que els familiars amb dues portes laterals es denominen «tres portes» i els models amb quatre portes laterals són «cinc portes».

## Diferències amb altres carrosseries
La diferència entre un familiar i un cotxe amb porta posterior és que el segon sol tenir una carrosseria posterior més curta. Molts models d'automòbils tenen ambdues carrosseries disponibles, de manera que la diferència és únicament d'algunes desenes de centímetres i, per tant, poden tenir maleters més grans o petits. Els automòbils tot terreny, els monovolums i les furgonetes també tenen normalment una porta posterior, però gairebé mai se'ls denomina hatchback o familiar.

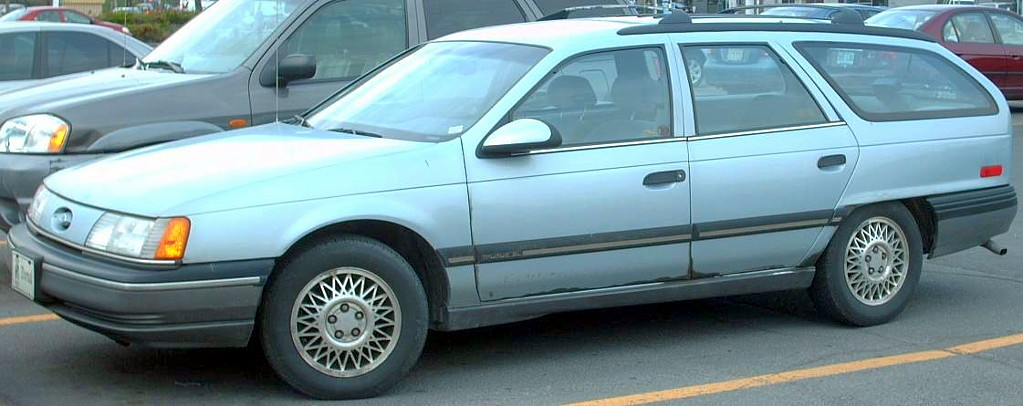
Ford Taurus 1989-1991

El major avantatge d'un familiar és que el maleter és molt més gran que el de qualsevol altre turisme de grandària similar. Això és perquè la carrosseria sol ser més llarga que en un cotxe amb porta posterior, i té més espai que un sedan o liftback si es decideix col·locar objectes per sobre de la línia dels vidres del darrere. A més, gairebé tots els familiars tenen seients posteriors abatibles, de manera que l'espai útil és encara major que en altres models i es poden col·locar objectes més grans.

## Altres denominacions
Hi ha diversos sinònims de familiar, la majoria són préstecs lingüístics d'altres idiomes, molts dels quals són utilitzats per fabricants: breack, station wagon de l'anglès, tourer o combi de l'alemany. Variant castellanes són rossa, ranchera (comú a Espanya), vagoneta o guayín a Mèxic, independentment de la seva mida, i rural (Argentina, principalment).